# Arif Daşdəmirov
Arif Daşdəmirov (Qusar, 10 febbraio 1987) è un ex calciatore azero, di ruolo difensore.

## Carriera

### Club
Ha sempre giocato nella massima serie del campionato azero con varie squadre.

### Nazionale
Ha esordito in Nazionale azera nel 2012.

## Palmarès

### Club

#### Competizioni nazionali
- Coppa dell'Azerbaigian: 1

Qarabag: 2016-2017

#### Competizioni internazionali
- Coppa dei Campioni della CSI: 1

Inter Baku: 2011